# Habbanakuppe K.G, Hunsur
Habbanakuppe K.G là một làng thuộc tehsil Hunsur, huyện Mysore, bang Karnataka, Ấn Độ.